# Houston (Missouri)
Houston és una població dels Estats Units a l'estat de Missouri. Segons el cens del 2000 tenia 1.992 habitants.

## Demografia
Segons el cens del 2000, Houston tenia 1.992 habitants, 904 habitatges, i 536 famílies. La densitat de població era de 216 habitants per km².
Dels 904 habitatges en un 25,3% hi vivien nens de menys de 18 anys, en un 43,6% hi vivien parelles casades, en un 12,3% dones solteres, i en un 40,6% no eren unitats familiars. En el 37,7% dels habitatges hi vivien persones soles el 22,6% de les quals corresponia a persones de 65 anys o més que vivien soles. El nombre mitjà de persones vivint en cada habitatge era de 2,07 i el nombre mitjà de persones que vivien en cada família era de 2,67.
Per edats la població es repartia de la següent manera: un 20,7% tenia menys de 18 anys, un 7,4% entre 18 i 24, un 22,2% entre 25 i 44, un 22,3% de 45 a 60 i un 27,4% 65 anys o més.
L'edat mediana era de 45 anys. Per cada 100 dones de 18 o més anys hi havia 69,1 homes.
La renda mediana per habitatge era de 20.886 $ i la renda mediana per família de 28.798 $. Els homes tenien una renda mediana de 26.371 $ mentre que les dones 17.500 $. La renda per capita de la població era de 14.977 $. Entorn del 20,6% de les famílies i el 26,2% de la població estaven per davall del llindar de pobresa.

## Poblacions més properes
El següent diagrama mostra les poblacions més properes.